# Hybanthus salacioides
Hybanthus salacioides är en violväxtart som beskrevs av G. K. Schulze. Hybanthus salacioides ingår i släktet Hybanthus och familjen violväxter. Inga underarter finns listade i Catalogue of Life.